# Aéroport d'Hassi R'Mel - Tilrhemt
Pour les articles homonymes, voir HRM.
L'aéroport d'Hassi R'Mel - Tilrhemt (code IATA : HRM • code OACI : DAFH) est un aéroport algérien à vocation nationale, situé sur la commune d'Hassi R'Mel à 1,5 km à l'est de la ville.

## Présentation
L’aéroport d'Hassi R'Mel - Tilghemt est un aéroport civil desservant la ville d'Hassi R'Mel, principalement sa zone des gisements de gaz naturel d'Hassi R'Mel, ainsi que le sud de la wilaya de Laghouat.
L’aéroport est géré par l'EGSA d'Alger.

## Situation
'
| \| 100 km1:14 790 000 \| Adrar Alger Annaba Batna Béjaïa Biskra Boufarik Chlef Constantine Ghardaïa Hassi Messaoud In Amenas Jijel Oran Sétif Tamanrasset Tébessa Tlemcen Béchar Bordj Mokhtar Djanet El Bayadh El Goléa El Oued Illizi In Salah Ghriss Ouargla Tiaret Timimoun Tindouf Touggourt |
| 100 km1:14 790 000 |

Carte statique des aéroports d'Algérie.Carte dynamique des aéroports d'Algérie.

## Compagnies et destinations
| Compagnies       | Destinations            |
| ---------------- | ----------------------- |
| Air Algérie      | Alger-Houari-Boumédiène |
| Tassili Airlines | Alger-Houari-Boumédiène |

Édité le 07/02/2018  Actualisé le 31/07/2023